# エフクリディス・ツァカロトス
エフクリディス・ツァカロトス（ギリシャ語: Ευκλείδης Τσακαλώτος, ラテン文字転写: Eukleidis Tsakalotos, 英: Euclid Tsakalotos, 1960年 - ）は、ギリシャの急進左派連合（Syriza）所属の政治家である。第2次アレクシス・ツィプラス政権で財務大臣を務めた。

## 概略
オランダ、ロッテルダムでシビルエンジニアの子として生まれ、その後イギリスへ移住し、セント・ポールズ・スクールで学ぶ。1980年代後期にオックスフォード大学で博士号を得る。1990年代にギリシャへ戻り、急進左派連合の前身となる党に加入する。
ツァカロトスは、Syrizaの経済政策の旗振り役と考えられている。2012年からギリシャ議会の議員を務める。2015年7月、ヤニス・ヴァルファキスの後任としてアレクシス・ツィプラス政権の財務大臣となる。2019年のツィプラス政権の終焉とともに財務大臣を退任した。

## 主張
EUと全面対決の姿勢だったヴァルファキスと違い、後任のツァカロトスはEUには従順だと考えられている。Syrizaの過激派とは違い、ツァカロトスはグレグジットを容認しないのだという。「ユーロ圏を離脱し独自の国家戦略をたてるという社会主義的な選択肢は1970年代のイギリスや1980年代のフランスを再現するものであり、その選択肢は失敗している。ギリシャには国際路線が必要だ。」と主張している。
2015年6月下旬、ギリシャとEU側との間の金銭支援交渉に関して、チプラスは国民投票を開く決定を下した。それに関してツァカロトスは、「Syrizaは、国民投票を交渉プロセスの一環と考えている。ギリシャの債権者らがより柔軟な態度になることを期待して待つ。」と主張した。
| 公職                        | 公職                                          | 公職                          |
| --------------------------- | --------------------------------------------- | ----------------------------- |
| 先代 ヨルゴス・フリアラキス | ギリシャ財務大臣 2015年9月23日 - 2019年7月9日 | 次代 フリストス・スタイクラス |
| 先代 ヤニス・バルファキス   | ギリシャ財務大臣 2015年7月6日 - 2015年8月28日 | 次代 ヨルゴス・フリアラキス   |